# Пясечинский повет
Пясечинский повет (пол. Powiat piaseczyński) — повет (район) в Польше, входит как административная единица в Мазовецкое воеводство. Центр повета — город Пясечно. Занимает площадь 621,04 км². Население — 141 919 человек (на 2005 год).
Состав повета:
- Города: Гура-Кальваря, Констанцин-Езёрна, Пясечно, Тарчин
- Городско-сельские гмины: Гмина Гура-Кальваря, Гмина Констанцин-Езёрна, Гмина Пясечно, Гмина Тарчин
- Сельские гмины: Гмина Лешноволя, Гмина Пражмув

## Демография
Население повета дано на 2005 год.
| Перепись            | Всего   | Всего | Женщины | Женщины | Мужчины | Мужчины |
| ------------------- | ------- | ----- | ------- | ------- | ------- | ------- |
|                     | чел.    | %     | чел.    | %       | чел.    | %       |
| Всего               | 141 919 | 100   | 73 597  | 51,9    | 68 322  | 48,1    |
| Городское население | 67 905  | 100   | 35 783  | 52,7    | 32 122  | 47,3    |
| Сельское население  | 74 014  | 100   | 37 814  | 51,1    | 36 200  | 48,9    |